# Proveïment d'aigua i sanejament a Moçambic
Elproveïment d'aigua i sanejament a Moçambic es caracteritza per baixos nivells d'accés a una font d'aigua millorada (s'estimava que el 51% el 2011), baixos nivells d'accés a un sanejament adequat (s'estimava que el 25 % el 2011) i sobretot mala qualitat del servei. El 2007, el govern ha definit una estratègia per al subministrament d'aigua i sanejament a les zones rurals, on viu el 62% de la població. A les zones urbanes, l'aigua és subministrada per proveïdors informals a petita escala i pels proveïdors formals.
A partir de 1998, Moçambic ha reformat la part formal del sector de proveïment d'aigua en zones urbanes a través de la creació d'un organisme regulador independent anomenat CRA, una companyia d'actius de retenció anomenada FIPAG i un associació pública-privada (PPP) amb una empresa anomenat Aguas de Moçambique. El CPP cobria les zones de la capital i d'altres quatre ciutats que tenien accés als sistemes formals d'abastament d'aigua. No obstant això, el PPP va acabar quan els contractes de gestió de quatre ciutats van expirar el 2008 i quan el soci estranger de l'empresa que serveix la capital en virtut d'un contracte d'arrendament es van retirar en 2010, al·legant fortes pèrdues.
Si bé el subministrament d'aigua urbana ha rebut considerable atenció política, el govern encara no té una estratègia per al sanejament urbà. Els donants externs financen al voltant del 85% de totes les inversions públiques en el sector. Els principals donants en el sector de l'aigua són el Banc Mundial, el Banc Africà del Desenvolupament, Canadà, els Països Baixos, Suècia, Suïssa i els Estats Units.

## Accés

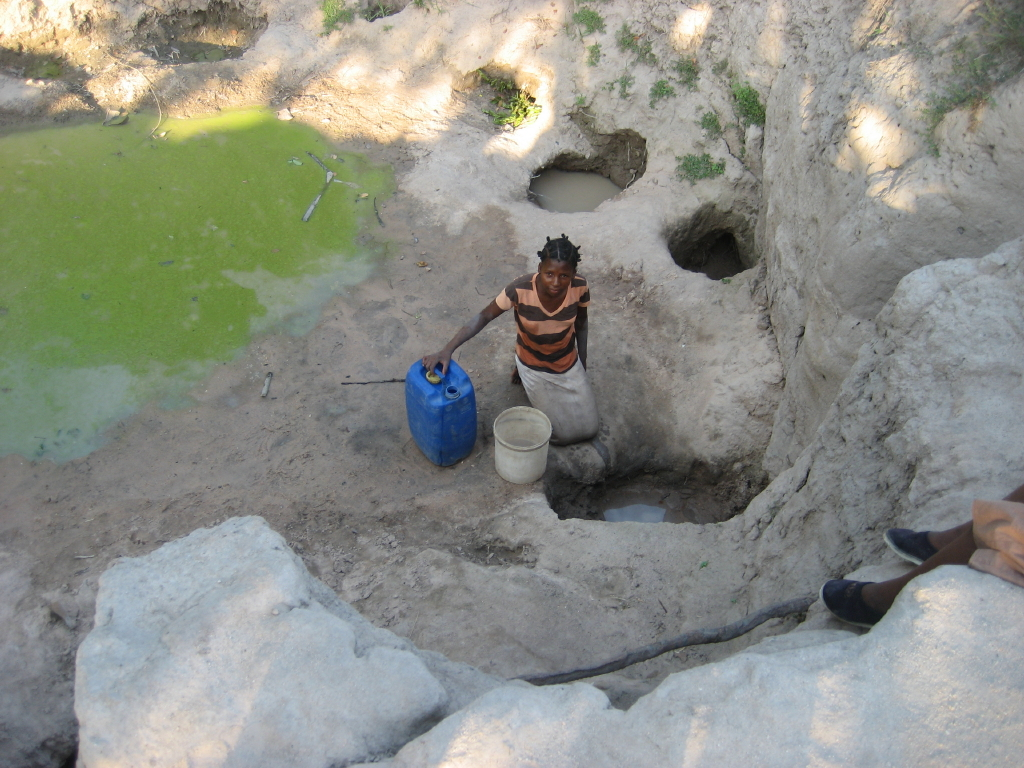
Dona anant a buscar aigua durant l'estació seca d'una font contaminada del districte de Machaze del centre de la província de Manica.

Només al voltant del 47% de la població de Moçambic té accés a una font d'aigua millorada, i només el 17% té accés a un sanejament adequat. Les conseqüències sobre les condicions de vida són múltiples, i van des de la mala salut a la disminució de la productivitat a causa del temps necessari per recollir aigua.
Les xifres sobre l'accés són controvertides. Per exemple, en 2010 el Programa Conjunt de Monitoratge de l'Abastament d'Aigua i Sanejament d'OMS i UNICEF estimaven l'accés a una font millorada d'abastament d'aigua en el 77% a les zones urbanes i en el 29% a les zones rurals. Aquestes xifres es basen principalment en dades de l'Enquesta de Demografia i Salut de 2003. No obstant això, el Ministeri d'Obres Públiques utilitza les xifres d'accés a l'aigua del 38% en les zones urbanes i del 40% en les zones rurals. Els números per a l'accés rural deriven del nombre de pous de sondeig i un nombre mitjà estimat de les llars que utilitzen un pou de sondeig.
|            |                          | Urbà (38% de la població) | Rural (62% de la població) | Total         |
| ---------- | ------------------------ | ------------------------- | -------------------------- | ------------- |
| Aigua      | Definició àmplia         | 77%                       | 29%                        | 47%           |
| Aigua      | Connexions domiciliàries | no disponible             | no disponible              | no disponible |
| Sanejament | Definició àmplia         | 38%                       | 5%                         | 18%           |
| Sanejament | Clavegueram              | no disponible             | no disponible              | no disponible |

Font: Programa Conjunt de Monitoratge de l'Abastament d'Aigua i Sanejament d'OMS i UNICEF
També hi ha xifres contradictòries sobre quines són les xifres objectiu a assolir els ODM per a l'aigua i sanejament per l'any 2015. D'acord amb un document del Banc Mundial això significa que l'accés a l'aigua urbana és cada vegada més gran fins al 78% i augmenta l'accés rural al 56%. Tanamteix, d'acord amb un informe sobre la situació dels ODM significa augmentar l'accés al 70% tant en àrees urbanes com rurals.

## Qualitat del servei
Hi ha poques dades fiables publicades sobre la qualitat de l'aigua i el sanejament a Moçambic. Molts sistemes d'aigua proporcionen aigua de manera intermitent. No obstant això, quatre ciutats - Beira, Pemba, Quelimane i Nampula - han aconseguit un subministrament continu o gairebé continu d'aigua com a resultat de la participació del sector privat, augmentant les hores de subministrament d'aigua per dia de 9 hores (Beira i Quelimane) i 17 hores (Nampula i Pemba) el 2002 a 22-24 hores en 2007. el subministrament d'aigua a Maputo roman intermitent, augmentant només lleugerament de 12 a 14 hores.

## Història

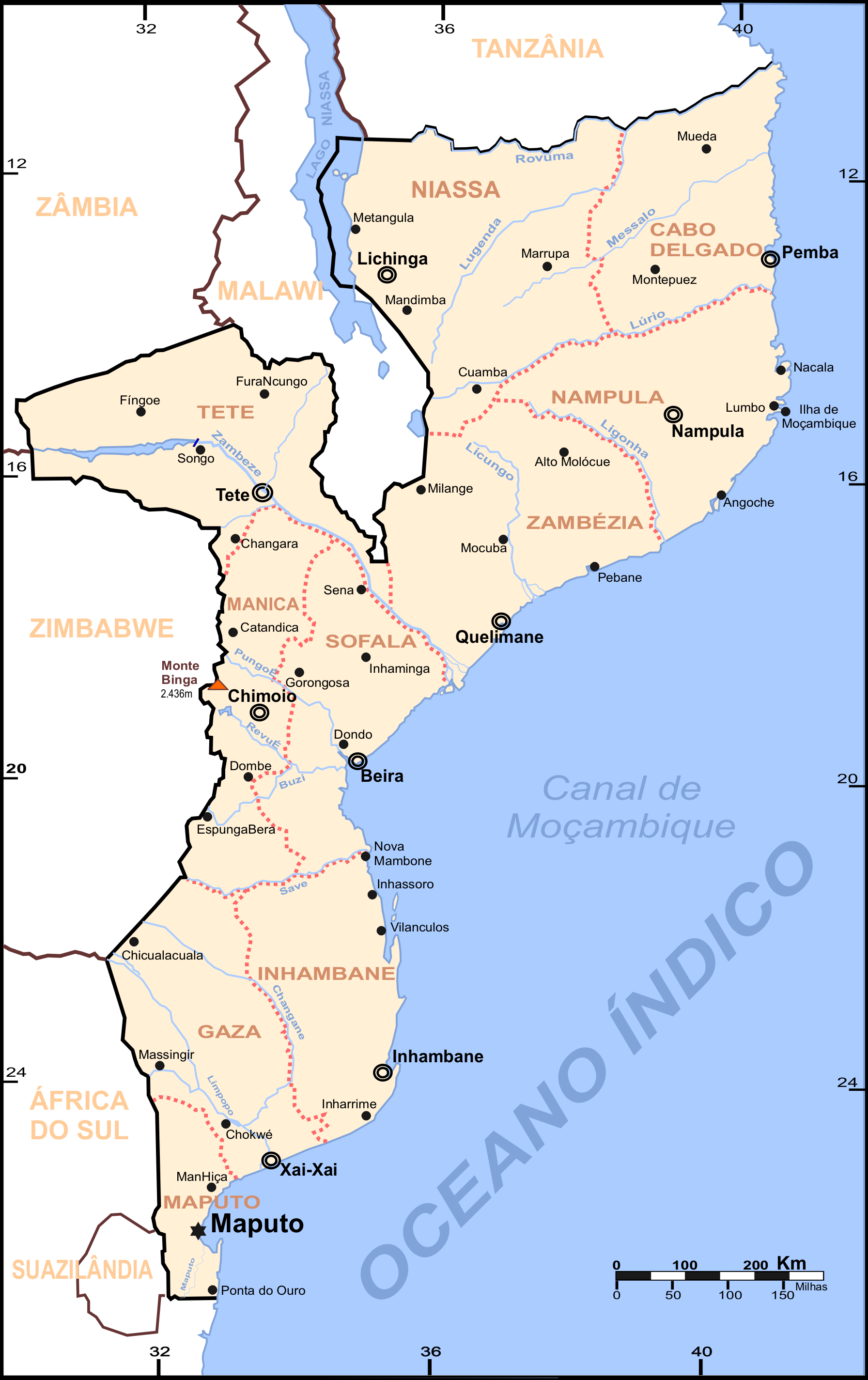
Mapa de Moçambic que mostra, entre d'altres, les ciutats amb la participació del sector privat en el subministrament d'aigua.

### Política Nacional de l'Aigua de 1995 i les reformes institucionals
El 1995, Moçambic va aprovar una Política Nacional d'Aigües que posava l'accent en la participació comunitària i, per al subministrament d'aigua en zones urbanes, la participació del sector privat. El 1998 el Banc Mundial va aprovar el seu Primer Projecte Nacional de Desenvolupament de l'Aigua en suport a la Política Nacional de l'Aigua. Altres donants van proporcionar cofinançament per al projecte.
El 1998 es van crear dues institucions clau per implementar la Política Nacional d'Aigua: la CRA, autoritat reguladora i el Holding FIPAG. El govern també va aprovar una política de tarifes de l'aigua destinada a la recuperació de costos.

### Participació del sector privat (1999-2012)
El 1999, el govern va adjudicar competitivament un contracte híbrid d'arrendament/gestió per a set ciutats a un consorci internacional anomenat Aguas de Moçambique (ADEM), que va ser constituït per la firma francesa SAUR (35%) i va incloure Aguas de Portugal (32%). Per Maputo i Matola el contracte consistia en un arrendament de 15 anys i per a les altres ciutats d'un contracte de gestió de 5 anys. AdEM també inclou un accionista amb el 30% de les accions, un grup d'empreses anomenat Mazi de Mozambique formada per sis accionistes locals. L'oferta econòmica d'AdeM va ser substancialment inferior a la del seu competidor més proper. D'acord amb un estudi del Banc Mundial, en última instància va resultar ser excessivament i irrealment baix.
Pel 2001 AdeM s'havia trobat amb serioses dificultats econòmiques, agreujades per l'impacte de la desastrosa inundació de 2000. Quan una revisió independent va negar l'augment de tarifes per compensar els danys per ls inundació, SAUR es va retirar del contracte l'octubre de 2001. Al desembre va vendre les seves accions per l'import nominal a Águas de Portugal. Posteriorment FIPAG i AdeM renegociaren els contractes, obtenint tarifes més altes i millores en l'especificació de les obligacions i procediments de servei.
En 1999 el Banc Mundial va aprovar el Projecte de Desenvolupament de l'Aigua. En 2004 el contracte de gestió de cinc anys per a les ciutats més petites es va estendre tres anys més. El contracte va ser ampliat posteriorment per un altre any i va acabar al març de 2008, de manera que només Maputo va romandre sota administració privada. L'informe del Banc Mundial de 2006 sobre la finalització del primer projecte "classifica el resultat per al projecte com a satisfactori, probablement sostenible i el seu impacte en el desenvolupament institucional substancial".
Al desembre de 2010 el govern, a través de FIPAG, va comprar el 73 per cent de les accions d'AdeM en poder d'Águas de Portugal, pel que acaba de manera eficaç i poc espectacular l'era de la participació del sector privat en el proveïment urbà d'aigua a Moçambic quatre anys abans del final del contracte d'arrendament en 2014. Águas de Portugal va dir que havia patit pèrdues de 10 milions d'euros. El preu de venda fou determinat per Corporació Financera Internacional i va ser fixat en 2,6 milions d'euros. L'agost de 2011 AdeM canvià el seu nom a Águas da Região de Maputo, reflectint en el seu nom la reducció de la seva àrea de servei que s'havia produït en 2008.
En 2004 FIPAG va entrar en un contracte de tres anys amb la companyia holandesa Vitens en virtut del qual aquesta última proporcionava serveis de suport de gestió i capacitació a quatre petites ciutats del sud, Xai-Xai, Chókwè, Inhambane i Maxixe. Un altre contracte entre FIPAG i Vitens va ser signat en 2006 pels serveis en cinc ciutats petites addicionals en el centre de Moçambic, Tete, Moatize, Chimoio, Manica i Gondola. En aquest moment aquests contractes es van considerar règim transitori per preparar els serveis per a una gestió delegada més convencional.
Si bé les obligacions Vitens en el marc del primer contracte rtrn similars als de contracte de gestió d'AdeM, van proporcionar els seus serveis de franc i les seves disposicions relatives al personal eren molt diferents. Si bé la gestió d'AdeM canviava constantment i el seu equip només d'expatriats es va basar només en Maputo, d'acord amb un estudi del Banc Mundial, Vitens va utilitzar un model de personal amb només el líder del grup resident a Moçambic, amb l'assistència d'experts a curt termini dels Països Baixos. L'equip holandès ha desenvolupat una estreta relació de treball amb els membres de l'equip de Moçambic, enfortint així la capacitat local.

### Programa Nacional de Proveïment i Sanejament Rural d'Aigua (2007 endavant)

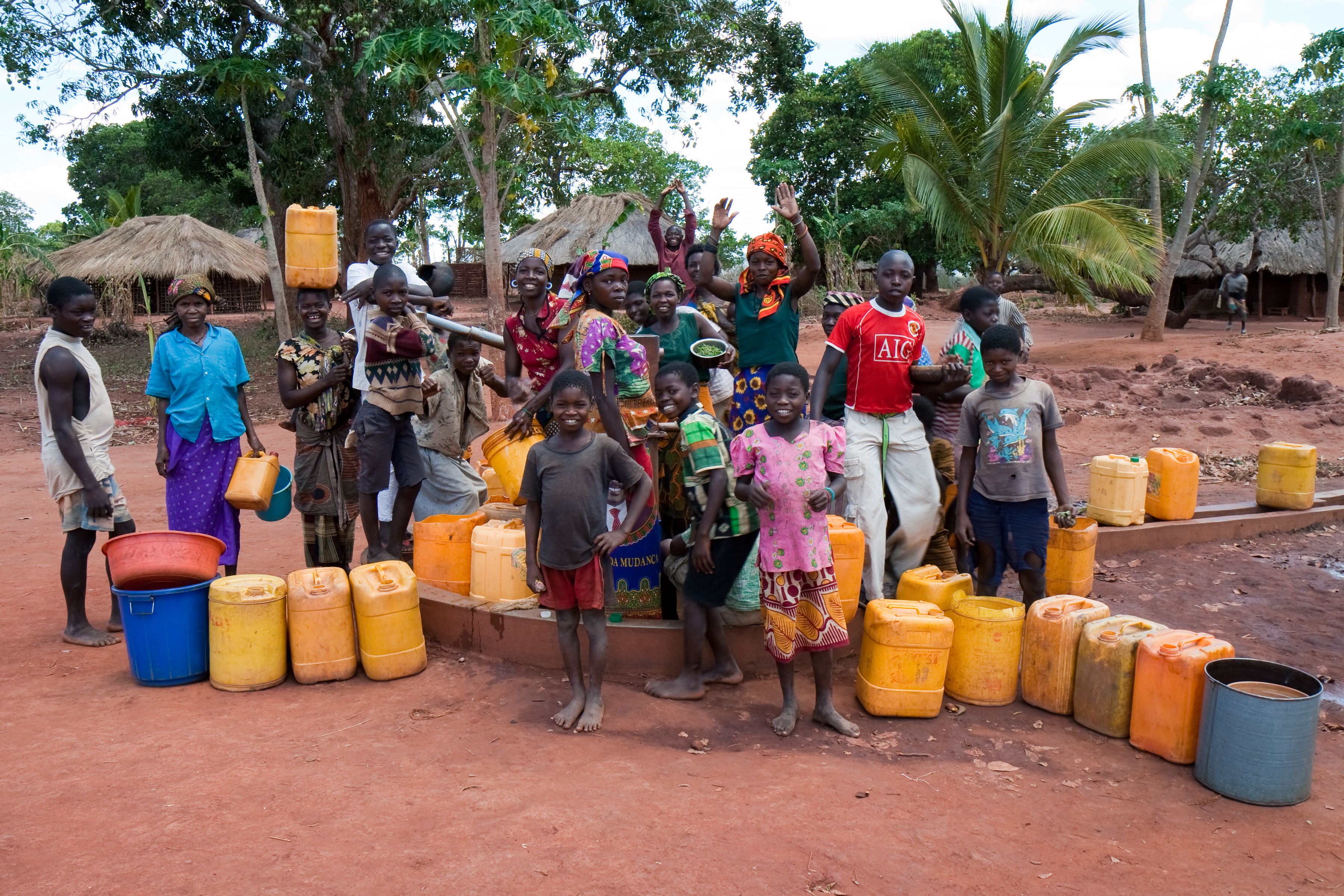
Dones i nens amb una bomba de mà en un pou tubular a Nivali, província de Nampula.

A través de la Llei de Descentralització de 1997, que va crear els governs municipals amb líders elegits, i la Llei d'Òrgans Locals de l'Estat de 2003, els 129 districtes i els 11 governs provincials de Moçambic se suposa que han d'assumir gradualment més responsabilitats en diversos camps, incloent el subministrament d'aigua. S'espera que les decisions sobre les inversions s'adoptin a nivell local. No obstant això, els governs de districte i provincials encara no disposen dels recursos financers i humans per dur a terme les seves responsabilitats. El 2007 ha estat adoptat el Pla Estratègic Nacional de Sanejament d'Aigua Rural, fet que va conduir a la decisió de crear els Serveis Provincials d'Aigua i Sanejament (SPAS) el 2009 i l'establiment d'un fons comú per al subministrament rural d'aigua i sanejament (PROSANAR) el 2010.
Canadà, els Països Baixos, UNICEF, Suïssa, el Regne Unit i el Banc Africà del Desenvolupament han contribuït al Fons Comú. Els 129 districtes de Moçambic són el punt focal per a la planificació i execució del programa. En 2010/11 s'estava duent a terme una línia base de subministrament d'aigua i provisió de sanejament cobrint 2.500 llars en 75 districtes.
A mitjan 2011, el director i l'administrador financer de l'oficina central regional de l'empresa hòlding (FIPAG), José Duarte i Henriques Leonardo, van ser acomiadats perquè van ser acusats d'haver creat una empresa de subministrament d'aigua privada, Recta, que competia amb FIPAG per proveir d'aigua als vaixells al port de Beira. Un any més tard van ser detinguts després que s'havia compilat el cas contra ells. Es diu que l'assumpte havia causat al FIPAG pèrdues de 37 milions de meticals (1,23 milions US $).

## Responsabilitat de subministrament d'aigua i sanejament
Dues empreses hòlding, FIPAG en les 13 ciutats més grans, AIAS en les secundàries, posseïen els actius d'aigua i clavegueram. A més d'ells, els proveïdors independents d'aigua a petita escala informals posseeixen i operen els sistemes de canonades locals d'aigua en zones urbanes sense llicència oficial. A Maputo només, hi ha 450 d'aquests operadors que proveeixen d'aigua a 350.000 persones. A les zones rurals, les organitzacions de base comunitària són a càrrec del manteniment de la infraestructura hidràulica.

### Política i societats patrimonials
La Direcció Nacional d'Aigua (ADN) en el Ministeri d'Obres Públiques i Habitatge s'encarrega de la política d'abastament d'aigua. El Fundo de Investimento e Patrimonio do Abastecimento de Agua (FIPAG) és una societat patrimonial d'actius a Maputo i diverses altres ciutats. Opera sota contractes d'acompliment triennals amb el Ministeri d'Obres Públiques i Habitatge. El 2009 fou creat Administração de Infraestruturas de Abastecimento de Água e Saneamento (AIAS), una segona societat patrimonial per al sanejament urbà i proveïment d'aigua a les ciutats secundàries. El Ministeri de Salut és l'encarregat d'establir i supervisar el compliment dels estàndards d'aigua potable.

### Regulació
El sector de proveïment urbà d'aigua està regulat per l'agència reguladora Conselho de Regulacao do Abastecimento de Agua (CRA). La seva missió és "garantir un equilibri entre la qualitat del servei, els interessos dels consumidors i la sostenibilitat financera dels sistemes d'abastament d'aigua." Ho fa mitjançant l'aprovació de les tarifes, l'establiment d'objectius de qualitat del servei, comprovar el compliment dels objectius, la revisió dels programes d'inversió i rebre les queixes dels usuaris i dels municipis. La CRA encara no té el mandat per cobrir el servei de neteja urbana o les petites empreses independents proveïdores d'aigua.

### Provisió del servei

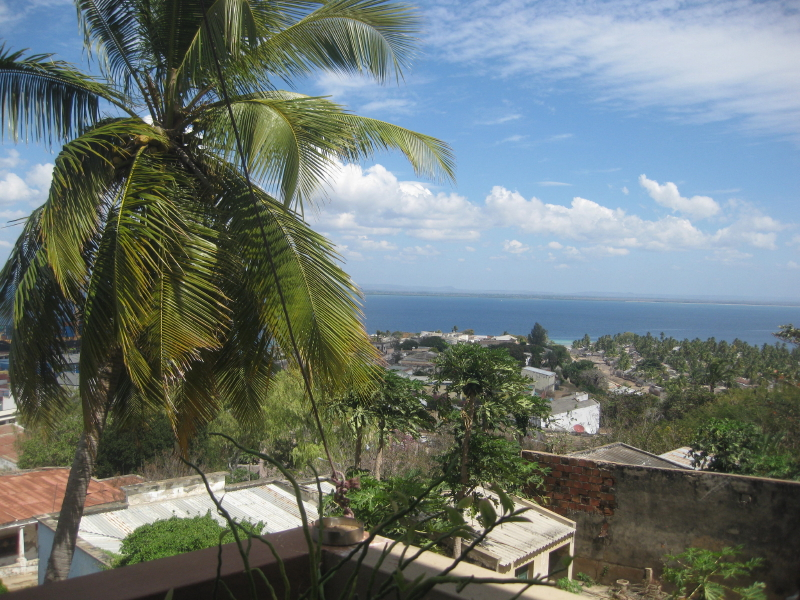
Vista de la ciutat vella de Pemba, una de les capitals de província on una empresa privada proveeix d'aigua potable sota un contracte de gestió.

FIPAG és el propietari dels actius d'aigua i clavegueram a 13 ciutats. A la regió de Maputo l'empresa Águas da Região de Maputo opera el sistema d'aigua i clavegueram públic sota contracte amb FIPAG. ARM és de propietat majoritària de FIPAG (73%) amb una minoria de propietat del hòlding privat moçambiquès Mazi. A les ciutats restants, els serveis públics municipals d'aigua operen i mantenen els sistemes. De fet, els governs municipals tenen un paper molt limitat en el subministrament d'aigua i sanejament malgrat les seves responsabilitats legals. El seu ingrés és tan baix que depenen del govern central per al finançament.

## Aspectes financers

### Tarifes
No hi ha informació disponible detallada i actualitzada de dades sobre les tarifes d'aigua a Moçambic. Els aranzels segueixen una estructura de bloc incrementat. En 2005 la mitjana dels aranzels d'aigua a Maputo va ser de 12.500 meticais (0,54 US $/m3) i entre 10.200 i 11.200 Meticais per metre cúbic (0,44-0,49 US $/ m3) a Beira, Quelimane, Nampula i Pemba.
La CRA va aprovar augments reals mitjans de tarifes del 5 al 10 % per any en les àrees de servei de l'empresa privada AdeM durant el període 2002-07, aplicant una fórmula d'indexació de tarifes. Nogensmenys, després de l'ajust les tarifes amb prou feines van augmentar. A causa de l'estructura dels contractes, els limitats increments ajustats a la inflació van beneficiar el grup FIPAG, no l'operador privat. L'acompliment financer de FIPAG millorà constantment com a resultat dels augments de les tarifes. La companyia d'aigua de Maputo ha de pagar una quota reguladora a la CRA, i totes les companyies d'aigua amb llicència han de pagar càrrecs d'extracció d'aigua al govern central per al bombament d'aigua dels rius a terra. Aquestes tarifes i càrrecs s'afegeixen a la tarifa d'aigua.

### Recuperació de despeses
El govern té com a objectiu aconseguir gradualment la recuperació íntegra de subministrament d'aigua, com indica en la seva política de tarifes de l'aigua de 1998. Segons el Banc Mundial, FIPAG està "aconseguint la recuperació total de costos i pot graduar dels subsidis del govern". Per una altra banda, l'informe d'estat ODM de Moçambic per l'aigua i sanejament observa que el sector en el seu conjunt segueix depenent en gran manera del finançament dels donants. A les zones rurals els ingressos són en gran manera insuficients per recuperar els costos d'operació i manteniment.

### Inversions
No existeixen dades fiables sobre les inversions reals en el sector. S'ha estimat que el 2006 el sector de l'aigua requeria inversions públiques anuals de 82 milions US $ per arribar als ODM, en comparació amb 67 milions US $ 67 anuals que han estat "planejats". Segons el Banc Mundial, el 2007 el sector privat delegat de Moçambic havia atret prop de 350 milions US $ per aigua urbana durant els sis anys anteriors.

### Finançament
Al voltant del 85 % de les inversions en proveïment d'aigua van ser finançades amb l'ajuda en 2006-08. El finançament extern s'ha incrementat en un 150 % en comparació amb 2003-05, de 46 milions US $ a 116 milions US $. El finançament canalitzat a través del pressupost nacional s'ha desemborsat a un ritme del 82 %, mentre que els projectes gestionats per donants es desemborsen només a una taxa mitjana del 58 %.

### Planificació i monitoratge
Una Revisió de la Despesa del Sector Públic d'Aigua de 2009 pel Banc Mundial va trobar que hi havia nombrosos documents de planificació, però encara no hi havia una planificació completa. Els donants no estan ben coordinats i el Ministeri de Finances canvia les assignacions del pressupost a meitat d'any. Si bé hi ha molts informes sobre els resultats i sobre els desemborsaments, els dos no estan vinculats entre si de manera que és impossible d'estimar-ne la rendibilitat.

## Eficiència d'utilitats

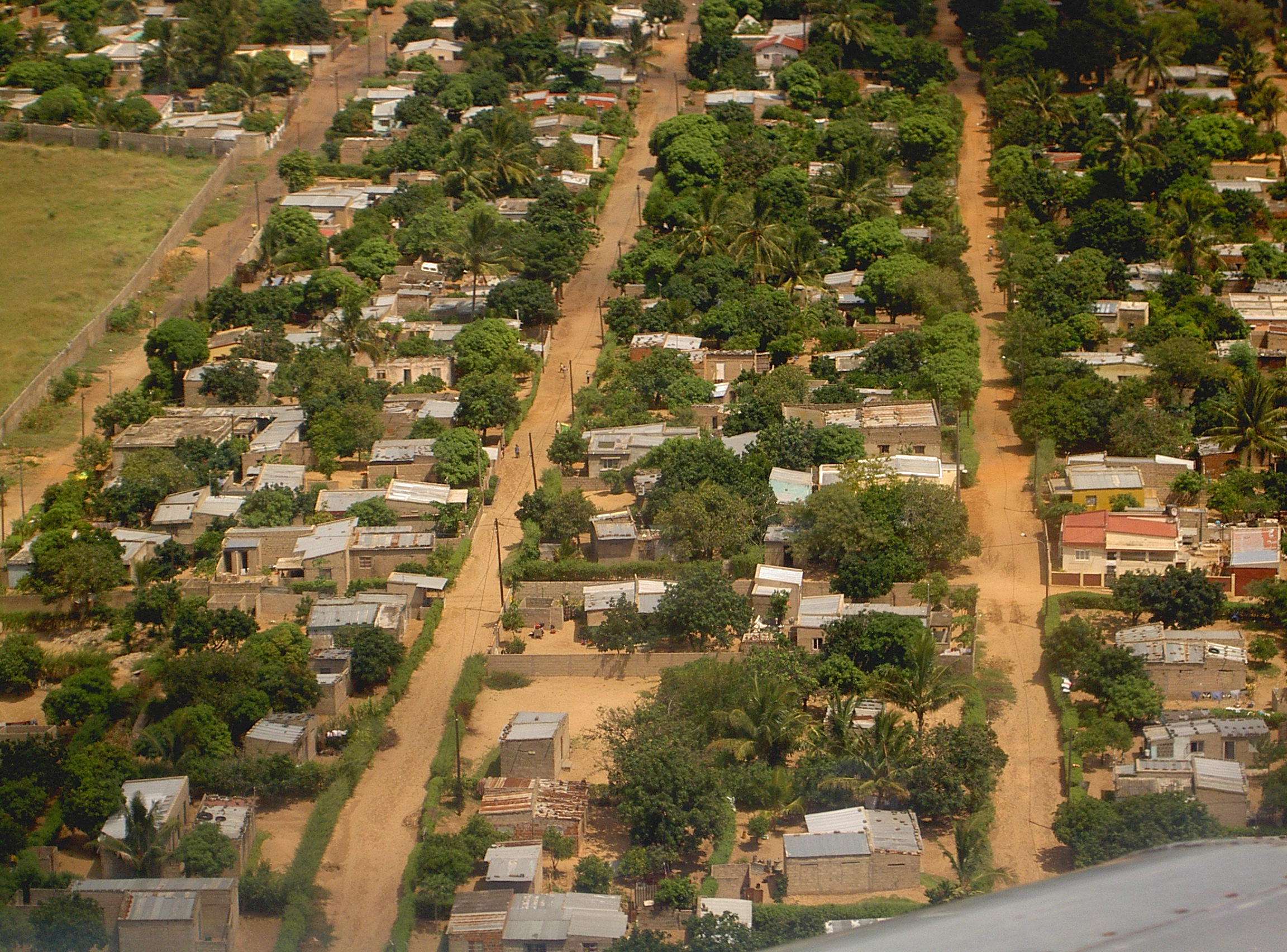
Cases als afores de Maputo

A causa del mal estat de les xarxes, les connexions il·legals i el vandalisme de metres, l'aigua no comptabilitzada (UFW) va ser superior al 50 per cent en la majoria de les àrees en 2007. Pele que sembla a Maputo l'aigua no comptabilitzada va augmentar substancialment durant el contracte d'arrendament contracte amb AdeM d'un estimat 38 % el 2002 al 62 % en 2005.
L'eficiència de recol·lecció, el percentatge de factures pagades efectivament, va assolir només el 64% el 2004, enfront d'un 30 % abans del contracte d'arrendament, però molt per sota de la meta contractual del 87 % per al 2004. Tanmateix aquestes xifres estan lluny de ser precises i altres estimacions parlen del 60 % de la UFW i 60 % d'eficiència de recol·lecció abans de finals de 1990 abans que el contracte d'arrendament de Maputo.
D'acord amb un estudi del Banc Mundial, la productivitat del personal a Maputo (5,4 empleats per cada 1.000 connexions) es compara favorablement amb les grans empreses d'aigua a la regió d'Àfrica. Les proporcions de personal segueixen sent elevades en les altres àrees, però van anar millorant a mesura que el nombre de connexions augmentava. El 1998 el nombre d'empleats per cada 1.000 connexions van variar de 10 a Maputo fins a 34 en algunes ciutats.

## Cooperació externa
Els principals donants en el sector de l'aigua i el sanejament són el Banc Africà del Desenvolupament, Suïssa, els Països Baixos, el UNICEF i els Estats Units. Suïssa i els Estats Units se centren en les províncies del nord. Altres donants en el sector d'aigua i sanejament són Àustria, Canadà, la Comissió Europea, França, Irlanda, Itàlia, Japó i el Regne Unit. El Banc Mundial i Suècia estan actius en la gestió dels recursos hídrics. En general, uns 15 donants estan compromesos en el subministrament d'aigua i sanejament a Moçambic. La coordinació dels donants és més avançada a les zones rurals, on el Canadà, els Països Baixos, UNICEF, Suïssa, el Regne Unit i el Banc Africà de Desenvolupament en conjunt amb el govern ajunten els seus recursos financers en un fons comú.

### Banc Africà del Desenvolupament
El Banc Africà del Desenvolupament (AfDB) dona suport al sector d'aigua i sanejament amb quatre projectes d'inversió des de 1981. Va proporcionar 19,6 milions US $ de cofinançament per al segon projecte nacional de subministrament d'aigua dirigit pel Banc Mundial. A l'abril de 2009 es va aprovar el Projecte Provincial d'Aigua i Sanejament als Pobles Provincials de Niassa a Cuamba i Lichinga, recolzat per un préstec de 27 milions US $.
El 2010 es va aprovar una combinació de subvencions i préstecs de 28 milions d'euros per donar suport al subministrament d'aigua i sanejament rural a Nampula i la província de Zambezia.. Les parts dels fons es canalitzen a través del fons comú establert pel govern per al subministrament d'aigua i sanejament rural, mentre que una altra part es canalitza fora del fons comú.

### Canadà
Des de l'any 2000 la CIDA canadenca dona suport al Programa Rural de Desenvolupament d'Aigua d'Inhambane (IRWDP).

### Països Baixos
Els Països Baixos han compromès un total de 17 projectes d'aigua per a Moçambic en el període 2005-11. El compromís més gran era de 18,6 milions d'euros per a un projecte d'aigua a Maputo, amb finançament conjunt amb el BEI, la instal·lació d'aigua de la UE i de l'Agència Francesa pel Desenvolupament el 2007. El segon compromís va ser de 15 milions d'euros per a un projecte d'aigua a la ciutat de Chimoio a la província de Manica en 2009. Es van aprovar més de 8 milions d'euros en 2008 per donar suport a les activitats de la companyia d'aigua pública holandesa Vitens en quatre ciutats (vegeu més amunt a la història). Els Països Baixos també va proporcionar 10 milions US $ de cofinançament per al segon projecte nacional de subministrament d'aigua dirigit pel Banc Mundial.

### Suïssa
Des de 1979, Suïssa està donant suport els esforços governamentals en les àrees d'alimentació d'aigua rural a les províncies del Nord, la formació d'institucions de formació, beques, departament de recursos humans i suport institucional a les autoritats centrals i provincials. El programa suís es va revisar el 2003 per enfocar-se més en la promoció, documentació i difusió d'experiències innovadores i portar-les al debat nacional en associació amb altres donants com el Banc Mundial i la Unió Europea. L'objectiu principal seguirà sent la població rural del nord de Moçambic. Suïssa ajuda les canalitza parcialment a través d'organitzacions no governamentals com Helvetas a Cabo Delgado, CARE a la província de Nampula i Cabo Delgado, i WaterAid a la província de Niassa i Zambézia. El pressupost d'ajuda per l'aigua de Suïssa a Moçambic és d'aproximadament 3 milions US $ per any.

### UNICEF
UNICEF inverteix 40 milions d'euros en programes de proveïment d'aigua, sanejament i Higiene (WASH) per 2007-2011 a les províncies de Gaza, Zambézia, Manica, Sofala i Tete. El programa té quatre components. El component de política i planificació recolza la creació de plans estratègics a nivell provincial, regional i municipal a quatre províncies, així com la creació de bancs de dades per a l'aigua i el sanejament, així com la creació de capacitat en set (sense nom) "districtes model".
El component rural encoratja proporcionar almenys 500.000 nous usuaris en les zones rurals amb accés a "instal·lacions d'aigua potable segura" i "440.000 nous usuaris amb accés a latrines millorades". El component urbà se suposava que era "desenvolupar la capacitat dels actors locals per a la planificació i execució de les adequades intervencions descentralitzades WASH", així com "l'estimulació de la demanda de serveis millorats WASH" i promoció de la higiene, proporcionant "almenys 100.000 nous usuaris als pobres urbans i peri-urbans amb accés a les instal·lacions d'aigua potable en sis municipis seleccionats" i "100.000 nous usuaris amb accés a latrines millorades".
El component de l'escola proporciona "assistència tècnica i financera per al subministrament d'aigua per a nens, serveis de sanejament (separats per a nens i nenes) i instal·lacions de rentada de mans en 220 escoles." Un seguiment de projecte de 45 milions d'euros va seguir donant suport a les activitats a les províncies de Gaza, Manica, Sofala i Zambezia, amb noves activitats a les províncies de Cabo Delgado i Nampula.

### Els Estats Units
En 2007 ls Millennium Challenge Corporation va aprovar un Projecte de Subministrament i Sanejament d'Aigua de 203.6 milions US$ per sis ciutats, dues ciutats mitjanes i 600 viles. El projecte és part d'un programa més ampli que abasta les tres províncies del nord Zambézia, Nampula i Cabo Delgado. El programa també inclou la construcció de carreteres, el suport als ingressos dels agricultors i als serveis de tinença de la terra.

### El Banc Mundial
El 2012 el Banc Mundial va aprovar un préstec de USD 50 milions USD per "enfortir la gestió dels recursos hídrics nacionals i augmentar el rendiment de l'embassament de Corumana per augmentar el proveïment d'aigua a l'àrea metropolitana de Maputo."
El Projecte de Serveis d'Aigua i Suport Institucional, un projecte de 30 milions US $ aprovat el 2007, té com a objectiu augmentar la cobertura del servei d'aigua a les ciutats de Beira, Nampula, Quelimane, i Pemba i establir un marc institucional i regulador per al proveïment d'aigua a les ciutats més petites i pobles. El Banc Mundial ha participat estretament en la promoció de la participació del sector privat en el proveïment urbà d'aigua a través de dos projectes. El primer projecte (1998-2006) va donar suport a la capacitat de construcció, el subministrament d'aigua rural, la gestió dels recursos hídrics, i la preparació d'una nova estratègia de proveïment urbà d'aigua a través d'un crèdit de 36 milions d'US $. Aquesta estratègia, implementada durant el segon projecte d'aigua (2004-2009), va donar suport l'obra civil a gran escala dels sistemes d'abastament d'aigua urbans en cinc ciutats, Maputo (la capital), Beira, Quelimane, Nampula i Pemba, a través d'un crèdit de 75 milions US$.
El projecte de Contractes d'Aigua del Sector Privat de Moçambic és un projecte basat amb l'ajuda amb el suport d'una donació de 6 milions US $ aprovat en 2007. El seu objectiu és proporcionar connexions d'aigua subvencionades per als consumidors domèstics a Maputo, Beira, Nampula, Quelimane, i Pemba. El projecte és executat per FIPAG i espera subvencionar la construcció de més de 30.000 fonts públiques compartides que impactarien aproximadament 468.000 persones.

### Altres donants
El Fons Nòrdic per al Desenvolupament proporciona cofinançament per al primer projecte del Banc Mundial.